# シャトー小金井
シャトー小金井とは、東京都小金井市本町にある分譲マンションと商店街・スポーツクラブを兼ねた複合施設。

## 概要
1974年5月、黒川建設が分譲する高級マンション「シャトー」シリーズとして建設された。
地上10階、地下5階建。1階から10階はマンション、地下および1階・2階の一部は商店街で構成されている。

### シャトーアーケード
低層部は商店街「シャトーアーケード」となっており、飲食店や商業施設・ライブハウス・アートギャラリーや各種事務所などが入居しており、各種活動の拠点となっている。小金井市内ではもっとも新しい商店会である。
地下部には50m級の大型プールや屋内運動場、トレージングジムなどで構成された大型スポーツクラブ「ラックシャトーアスレチッククラブ」が設けられている。
毎年7月にはイベント「イエローフェスティバル」が開催され、フリーマーケットやショーをはじめとする催しが行われる。

## 所在地・アクセス
〒184-0004 東京都小金井市本町6-5-3
JR武蔵小金井駅 南口から徒歩5分。